# Campiglossa berlandi
Campiglossa berlandi
 es una especie de insecto díptero que Seguy describió científicamente por primera vez en el año 1932.
Esta especie pertenece al género Campiglossa de la familia Tephritidae.